# Teya & Salena

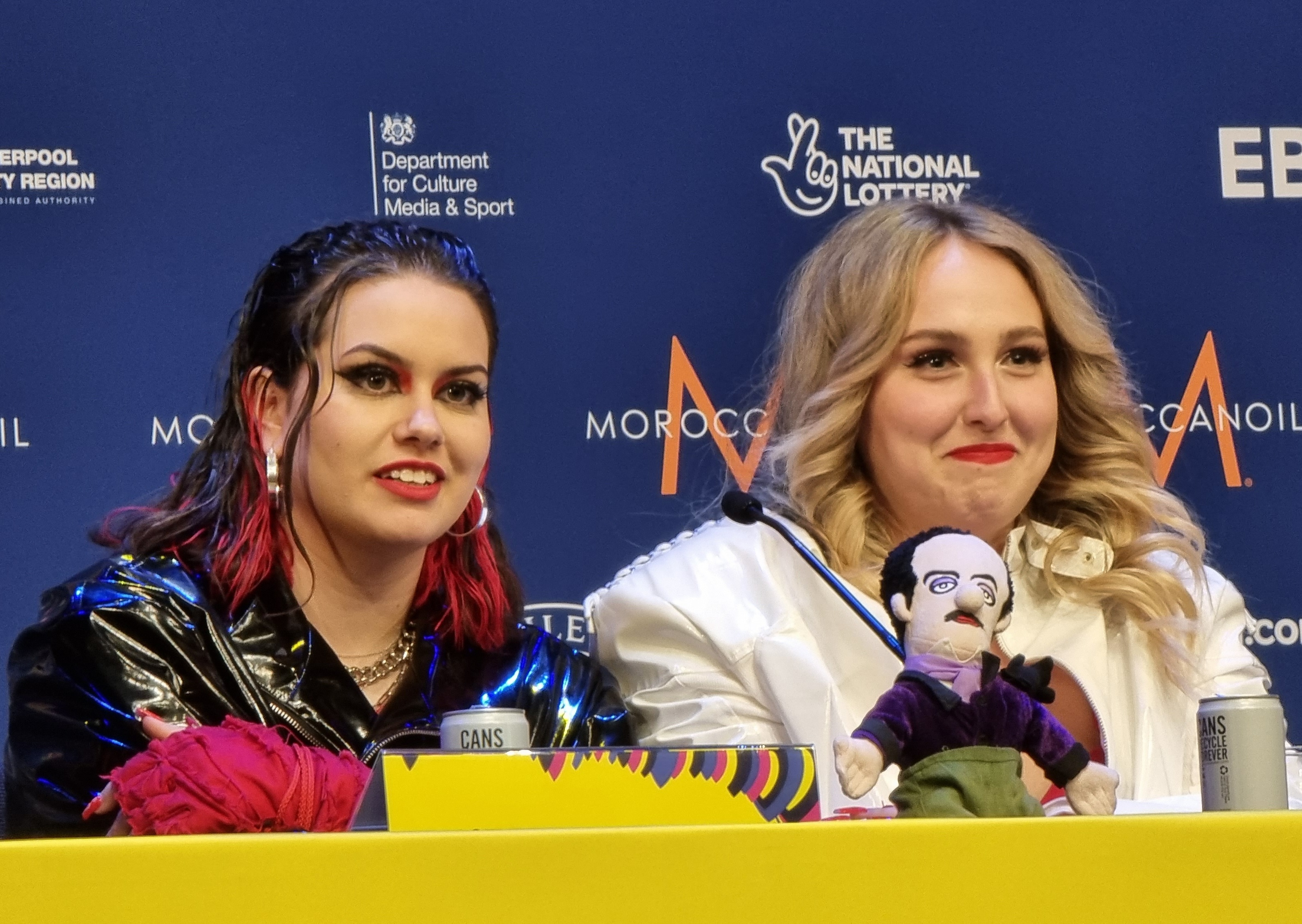
Teya & Salena vid Eurovision Song Contest 2023.

Teya & Salena är en österrikisk musikduo bestående av Teodora Špirić (född 12 april 2000 i Wien) och Selina-Maria Edbauer (född 11 mars 1998 i Leoben).
Duon träffades 2021 i talangshowen Starmania. Edbauer hade tidigare deltagit i den sjunde säsongen av The Voice of Germany 2017.
Teya har även deltagit i uttagningen för Eurovision Song Contest för både Österrike och Serbien 2020. Salena deltog i den österrikiska uttagningen 2019. Duon representerade Österrike i Eurovision Song Contest 2023 med låten "Who the Hell Is Edgar?" som syftar på författaren Edgar Allan Poe.